# Eocyte hypothesis

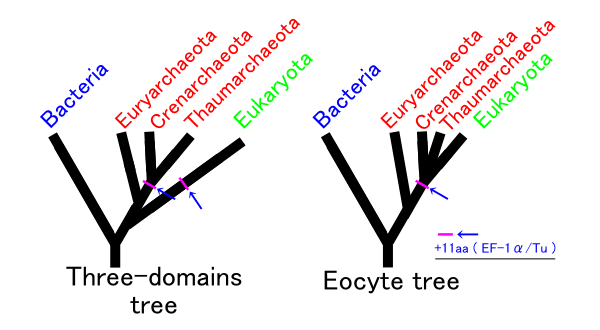
Po lewej drzewo obrazujące system trzech domen: eukarionty (zaznaczone na zielono jako odrębna domena), po prawej – przedstawiające Eocyte hypothesis, eukarionty wśród odgałęzień grupy archeonów

Eocyte hypothesis – klasyfikacja biologiczna przyjmująca, że eukarionty wyewoluowały z prokariotycznych Crenarchaeota (niegdyś określanych po angielsku terminem eocytes), stanowiących typ w obrębie archeonów. Hipotezę tę zaproponowali pierwotnie James A. Lake i współpracownicy w 1984, opierając się na odkryciu, że kształt rybosomów występujących u Crenarchaeota i eukariotycznych jest bardziej podobny do siebie, niż do występującego u bakterii bądź u drugiego większego królestwa archeonów, Euryarchaeota.
Eocyte hypothesis przyciągnęła znaczną uwagę po jej wprowadzeniu z powodu określania pochodzenia komórek eukariotycznych. Przede wszystkim kontrastowała z systemem trzech domen, wprowadzonym przez Carla Woese w 1977. Dodatkowe dowody wspierające eocyte hypothesis opublikowano w latach osiemdziesiątych XX wieku, ale pomimo dość jednoznacznych argumentów poparcie rzeczonej hipotezy osłabło na korzyść systemu trzech domen.
Z postępem w genomice eocyte hypothesis odżyła z początkiem w środku pierwszej dekady XXI wieku. Gdy zsekwencjonowano więcej genomów archeonów, liczne geny kodujące szlaki eukariotyczne odkryto w różnych typach archeonów. W widoczny sposób wsparło to eocyte hypothesis. Poza pochodzeniem eukariotów od Crenarchaeota pewne badania zasugerowały, że eukarionty mogły wyewoluować od Thaumarchaeota.